# Валдајско побрђе
Валдајско побрђе или само Валдај (рус. Валдайская возвышенность, Валда́й) благо заталасано је подручје у северозападном делу Источноевропске равнице, у европском делу Русије, на територијама Тверске, Новгородске, Смоленске и делимично Псковске и Лењинградске области. Протеже се дужином од око 600 км, негде на пола пута између Москве и Санкт Петербурга. Просечне висине целине су између 150 и 250 метара, док је максимална надморска висина 346,9 метара.
У основи Валдајског побрђа леже карбонски кречњаци, лапори и глине који су прекривени глацијалним и флувијално-глацијалним седиментима. Југоисточни делови побрђа су доста равни и готово неприметно прелазе у околне равнице, док су северозападне стране нешто стрмије и јасније изражене. У југоисточном делу побрђа, у зони брдско-језерског рељефа налазила се јужна граница Валдајске глацијације.
На Валдајском побрђу налази се хидрографско развође басена Црног и Балтичког мора и Каспијског језера. На том подручју свој ток започињу реке Волга, Западна Двина, Дњепар, Ловат, Мста, Пола, Сјас, Молога, Тверца и друге.
Валдајско побрђе је важан туристички центар тог дела Русије. Године 1990. основан је Валдајски национални парк, са циљем интензивније заштите природе и рељефа највишиг делова побрђа. Од 2004. парк има статус резервата биосфере Унеска.